# Alika typica
Alika typica är en fjärilsart som beskrevs av Embrik Strand 1920. Alika typica ingår i släktet Alika och familjen nattflyn. Inga underarter finns listade i Catalogue of Life.